# Trabalho e bem-estar social na China
Trabalho e bem-estar social na República Popular da China é a desigação da condição trabalhista na China.

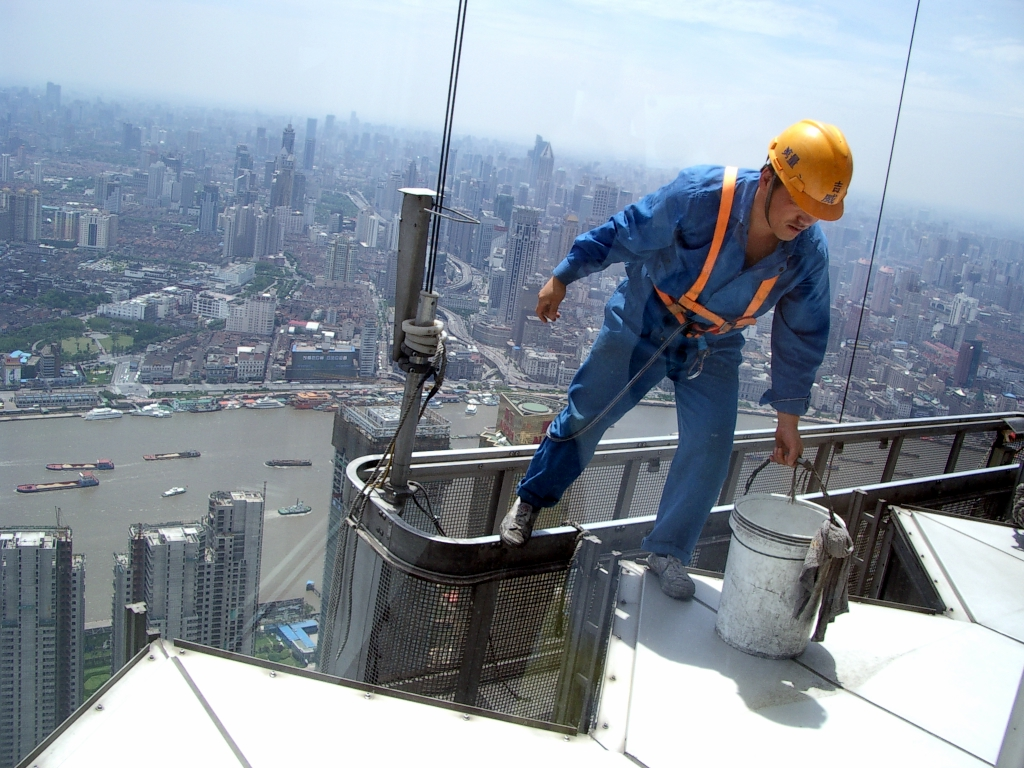
Um lavador de janelas em um dos arranha-céus de Xangai.

## Reformas no pós-socialismo
Um dos principais pontos do governo socialista chinês era a promessa de emprego para todos que queriam e que eram capazes de trabalhar, além de segurança no trabalho, com estabilidade que duraria toda a vida. As promessas de trabalho e bem-estar social, para poderem ser cumpridas, deram origem a reformas econômicas durante as década de 1970 e 1980 e marcaram a força de trabalho chinesa como improdutiva, já que as indústrias estavam frequentemente com mais trabalhadores do que necessário para atender aos objetivos socialistas e a estabilidade e a segurança no trabalho reduziram os incentivos de que os trabalhadores necessitavam para trabalharem mais arduamente. Essa política socialista era chamado pejorativamente de tigela de arroz de ferro.
Em 1979 e 1980, o estado reformou as indústrias, dando um aumento salarial para os trabalhadores, que foi imediatamente encoberto pelo aumento na taxa de inflação, que passou para 6 a 8% ao ano. Em outras palavras, embora os trabalhadores recebessem mais pelo seu trabalho, seu dinheiro estava menos valorizado e poderia comprar menos do que antes, ou seja, estavam realmente ficando mais pobres. O estado remediou esta situação, em parte, distribuindo subsídios salariais.
A reforma também desmantelou o sistema de "tigela de arroz de ferro", o que significou um rápido aumento do desemprego na China. Em 1979, logo após o desmantelamento do sistema, havia vinte milhões de pessoas desempregadas. Estatísticas oficiais chinesas revelam que 4,2% da força de trabalho das áreas urbanas estavam desempregadas em 2004, embora outras estimativas tenham alcançado 10%. Como parte de sua nova legislação de previdência social em desenvolvimento, a China tem um sistema de seguro contra o desemprego. No final de 2003, mais de 103,7 milhões de trabalhadores estavam participando no plano e 7,4 milhões de desempregados receberam os benefícios previstos.

## Avaliação da força produtiva
Dez por cento das questões realizadas no censo de 1982 proveram os dados estatísticos necessários sobre a população ativa da China e permitiram uma estimativa confiável sobre o tamanho da força de trabalho chinesa e de suas características. Considerou-se que a qualidade dos dados é alta, embora haja uma discrepância de mais de quarenta milhões de pessoas entre o número real de empregos e a amostra de 10% da população colhida pelo censo. A discrepância pode ser explicada pela falta de precisão de estatísticas de emprego, pelos vários métodos de cálculo e pela área de cobertura do censo. A força de trabalho estimada durante meados de 1982 foi de 546 milhões de pessoas, cerca de 54% da população. Os homens representavam pouco mais da metade da força de trabalho da China estimada e as taxas de participação de pessoas acima de quinze anos na força de trabalho estão entre as mais altas do mundo.
A amostra de 10% da população colhida pelo censo revelou que mais de três quartos da força de trabalho estavam empregados no setor agrícola. De acordo com a Agência Nacional de Estatísticas da China, mais de 120 milhões de pessoas trabalhavam em setores não-agrícolas. O censo também revelou que os homens ocupavam a maior parte dos postos de chefia. A média etária dos trabalhadores revelada pelo censo foi de 30 anos e três em cada quatro trabalhadores tinham menos de 40 anos. Revelou-se que a população ativa tinha um baixo nível educacional: menos de 40% da força de trabalho tinha feito o estudo primário e 30% dos empregados eram analfabetos ou semianalfabetos.
O censo também revelou que menos de 5% da população ativa estava desempregada. Dos aproximadamente 25 milhões de pessoas desempregadas, 12 milhões eram homens e 13 milhões eram mulheres. Os índices de desempregos eram menores do que de países do leste e sudeste da Ásia, além de países insulares do Pacífico, mas era maior do que países da América do Norte e da Europa. Virtualmente, todos os desempregados das grandes e pequenas cidades tinham menos de 20 anos.
Durante as décadas de 1990 e 2000, o setor agrícola continuou sendo o maior empregador, embora a proporção da força de trabalho no setor tenha caído continuamente. Entre 1991 e 2001, a participação da agricultura na força de trabalho caiu de 60 para 40% do total. A participação da indústria na força de trabalho também tem diminuído, porém mais lentamente, parcialmente devido às reformas implementadas em muitas empresas estatais. Essas reformas e outros fatores têm aumentado o desemprego e o subemprego tanto em regiões rurais quanto em urbanas. A mulher tem representado uma grande importância na força de trabalho chinesa: cerca de 40 a 45% das mulheres com mais de 15 anos estão empregadas.
As estimativas mostram que a força de trabalho empregada era de 791,4 milhões de pessoas em 2005, ou cerca de 60% da população. Em 2003, 49% da força de trabalho estavam empregados no setor agrícola, madeireiro e pesqueiro; 22% estavam nas indústrias de mineração, manufatura, energia e de construção; e 29% estavam no setor de serviços e em outras categorias. Em 2004, cerca de 25 milhões de pessoas estavam empregadas em 743.000 empresas privadas. Os salários dos trabalhadores urbanos subiram rapidamente entre 2004 e 2007, a uma taxa de 13 a 17% por ano, e o salário-mínimo na China estava em cerca de 200 dólares em 2007.

## Sindicatos
A Federação dos Sindicados de toda a China (ACFTU) foi estabelecida em 1925 para representar os interesses dos sindicatos e conselhos sindicalistas nacionais e locais. A ACFTU tinha 130 milhões de membros, num total de 248 milhões de trabalhadores urbanos, no final de 2002. Os sindicatos da China são organizados em grandes bases industriais. Estão abertos para qualquer trabalhador que tem o seu salário como principal fonte de renda, uma exigência que exclui a maior parte dos trabalhadores agrícolas. Na teoria, ser membro de um sindicato não é obrigatório, mas do ponto de vista do papel dos sindicatos na distribuição de benefícios sociais, a pressão econômica para se associar a um sindicato é grande. A menor unidade sindicalista é o Comitê de União Empresarial. Sindicatos individuais também operam em nível provincial e há conselhos sindicalistas que coordenam todas as atividades conjuntas dentro de uma área particular e operam em níveis municipais, de condado e provinciais. A AFCTU lidera o movimento sindicalista, que delega suas funções por meio de várias federações regionais.
Na teoria, as organizações sindicalistas têm sido consultadas com relação aos níveis salariais, assim como a diferenças salariais, mas na prática o seu papel nessas áreas e similares tem sido insignificante. Não estão engajadas nos ganhos coletivos, já que sua tarefa principal é auxiliar o Partido Comunista e promover a produção. Para poderem completar essas tarefas, os sindicatos reforçam a disciplina trabalhista. Do ponto de vista dos membros, as mais importantes atividades sindicalistas estão concentradas nos serviços social e de bem-estar. Portanto, os sindicatos têm se focado na segurança industrial, em atividades sociais e culturais organizadas e têm provido serviços clínicos, além de pousadas, hotéis, bibliotecas e clubes. Os sindicatos também administram aposentadorias, segurança do trabalho, benefícios por invalidez e outros setores do bem-estar social. No entanto, mais recentemente, a reforma do sistema de segurança social está transferindo a responsabilidade das pensões e outros serviços de bem-estar para as províncias.

## Legislação
Na China, existem leis trabalhistas que, se bem aplicadas, poderiam aliviar grandemente abusos comuns tais como o não-pagamento de trabalhadores. Em 2006, foi proposta uma nova lei trabalhista, que foi submetida à opinião pública. A nova lei, como está esboçada atualmente, poderia permitir os ganhos coletivos numa forma análoga ao padrão comum dos países ocidentais, embora os únicos sindicatos permitidos seriam aqueles afiliados à Federação dos Sindicados de toda a China, a organização sindicalista oficial do Partido Comunista. A nova lei tem o suporte de ativistas do trabalho, mas enfrenta oposição de algumas entidades estrangeiras, incluindo a Câmara de Comércio Americana e a Câmara do Comércio Europeia. Há algumas expectativas sobre a nova lei, que, esta aprovada, poderiam ser aplicadas.